# Иванов, Георгий Васильевич (генерал-майор)
Георгий Васильевич Иванов (25 мая 1901, Упорниковская, область Войска Донского — 24 декабря 2001, Москва) — советский военачальник. Герой Советского Союза (6.04.1945). Генерал-майор (27.06.1945).

## Начальная биография
Георгий Васильевич Иванов родился 25 мая 1901 года на хуторе Упорниковский (ныне станица Упорниковская Нехаевского района Волгоградской области) в крестьянской семье. Из донских казаков. Окончил церковно-приходскую школу. Работал в родительском крестьянском хозяйстве: отец умер рано и надо было помогать матери растить пятерых детей.

## Гражданская война
В начавшейся в России Гражданской войне сразу и сознательно встал на сторону красных, вступив в начале марта 1918 года в красногвардейский отряд имени Карла Маркса. В течение года отряд вёл боевые действия на Дону, в том числе и партизанскими методами. Георгий Иванов воевал в нём рядовым красногвардейцем. В марте 1919 года весь отряд был зачислен в Красную Армию (вся служба в отряде затем была засчитана в срок службы в РККА). Воевал в качестве рядового бойца в 5-м Заамурском казачьем конном полку в Первой Конной армии на Южном фронте. Переболел тифом, после выздоровления зачислен в апреле 1920 года в караульный батальон, где в учебной роте прошёл подготовку на отделённого командира. С июля 1920 года служил в 1-м запасном кавалерийском полку в Новочеркасске.

## Межвоенный период
В июле 1921 годов Г. Иванов направлен на учёбу, в сентябре 1922 года окончил 10-е Новочеркасские командные кавалерийские курсы. С февраля 1923 года служил в 19-м Манычском кавалерийском полку 4-й Петроградской кавалерийской дивизии Северо-Кавказского военного округа помощником командира взвода, старшиной эскадрона и исполняющим должность командира взвода. С ноября 1923 — помощник командира взвода и старшина эскадрона 20-го Сальского кавалерийского полка в той же дивизии. В сентябре 1924 года вновь направлен на учёбу, в 1926 году окончил Объединённую Киевскую военную школу имени С. С. Каменева. С августа 1926 — командир взвода и командир эскадрона 21-го Доно-Ставропольского кавалерийского полка в Ленинградском военном округе. Во время службы в этом полку также окончил курсы физического образования при Ленинградской военно-педагогической школе. В 1927 году вступил в ВКП(б).
С декабря 1929 года по линии 4-го (разведывательного) управления Штаба РККА служил в Монголии инструктором-советником в штабе кавалерийского полка и кавалерийской дивизии Монгольской народно-революционной армии. В декабре 1932 года вернулся в СССР и сразу был зачислен слушателем в академию.
В 1937 году окончил Военную академию механизации и моторизации РККА имени И. В. Сталина. С декабря 1937 — командир 7-го механизированного полка, в октябре 1938 года вновь направлен в академию. В 1940 году окончил Академию Генерального штаба РККА, с августа 1940 года служил помощником начальника западного отдела и старшим помощником начальника отдела оперативной подготовки в Оперативном управлении Генерального штаба. 18 июня 1941 года был назначен преподавателем кафедры общей тактики в Военной академии РККА имени М. В. Фрунзе, но из-за начавшейся войны в должность не вступил и был оставлен в Генеральном штабе.

## Великая Отечественная война
Участник Великой Отечественной войны с июня 1941 года. В первую военную неделю подполковник Г. В. Иванов находился на Западном фронте, из-за отсутствия связи и достоверной информации сам вёл воздушную разведку, выявляя немецкие колонны. В одном из вылетов его самолёт был атакован немецкими истребителями, он был ранен, но по возвращении доложил собранную информацию и только потом был направлен в госпиталь. После госпиталя с сентября 1941 года преподавал в Военной академии РККА имени М. В. Фрунзе и одновременно принимал участие в обороне Москвы, руководя возведением оборонительных сооружений в районе Поклонной горы. В октябре Иванов был эвакуирован вместе с академией в Ташкент. С февраля 1942 года был старшим преподавателем кафедры службы штабов в академии.
В марте 1943 года был назначен на должность начальника оперативного отдела штаба 30-го стрелкового корпуса на Центральном фронте, участвовал в Курской битве. С августа 1943 — начальник штаба 24-го стрелкового корпуса, принял участие в битве за Днепр и освобождении Киева, в Житомирско-Бердичевской, Ровно-Луцкой, Проскуровско-Черновицкой наступательных операциях. Полковник (30.10.1943).
В апреле 1944 года был назначен на должность начальника штаба 27-го стрелкового корпуса 13-й армии 1-го Украинского фронта, вновь отличился в Львовско-Сандомирской наступательной операции. За отличные действия в этой операции дивизия была награждена орденом Суворова 2-й степени.
С 3 сентября 1944 года — командир 6-й гвардейской стрелковой дивизии в той же армии, которой командовал до Победы. Во главе дивизии оборонял Сандомирский плацдарм. Особенно проявил отвагу и мастерство во время Висло-Одерской наступательной операции. В первый день операции, 12 января, дивизия прорвала несколько полос мощной немецкой обороны против Сандомирского плацдарма. За последующие 10 суток, до 21 января, дивизия прошла с боями на запад до 250 километров, форсировала с ходу 4 реки и освободила 202 населённых пункта. Было уничтожено свыше 2 000 солдат и офицеров вермахта, ещё 134 солдата захвачены в плен, уничтожено 130 танков, 58 бронемашин, 28 артиллерийских орудий, много другого вооружения. В ночь на 26 января 1945 года дивизия форсировала реку Одер в районе города Штейнау (ныне Сьцинава, Польша). В течение трёх последующих суток дивизия, отражая контратаки противника, расширила занятый плацдарм.
Указом Президиума Верховного Совета СССР от 6 апреля 1945 года «за образцовое выполнение боевых заданий Командования на фронте борьбы с немецкими захватчиками и проявленные при этом отвагу и геройство», гвардии полковнику Георгию Васильевичу Иванову присвоено звание Героя Советского Союза с вручением ордена Ленина и медали «Золотая Звезда» (№ 4624).
В ходе Берлинской наступательной операции дивизия под командованием Иванова 22 апреля освободила город Цана.
Приказом Верховного Главнокомандующего от 23 апреля 1945 года, войскам, участвовавшим в боях при прорыве обороны противника на реке Нейсе и за овладение городом Цана и другими городами, объявлена благодарность и в Москве дан салют 20-ю артиллерийскими залпами из 224-х орудий, а 28 мая 1945 года 6-я гвардейская стрелковая дивизия награждена орденом Ленина.
Завершил войну участием в Пражской наступательной операции.

## Послевоенная биография
После окончания войны гвардии генерал-майор Г. В. Иванов служил на должности командира той же дивизии в Центральной группе войск. В январе 1946 года она была преобразована в 15-ю гвардейскую механизированную дивизию, он был оставлен её командиром, а затем с дивизией переведён в Белорусский военный округ. С апреля 1949 года — старший преподаватель в Высшей военной академии имени К. Е. Ворошилова. В январе 1950 года уволен в запас.
Жил в Москве. Активно занимался военно-патриотической работой, много десятилетий был председателем Совета ветеранов 6-й гвардейской стрелковой дивизии.
Георгий Васильевич Иванов умер 24 декабря 2001 года в Москве. Похоронен на Троекуровском кладбище (участок 4).

## Мнения и оценки
Поступление информации о боевой обстановке опять ухудшилось. Мы снова рыскали на самолетах СБ и У-2 в поисках колонн войск, мест расположения штабов. Во время одного из таких полетов был ранен мой земляк с Дона и однокашник по двум академиям подполковник Г.В. Иванов.
Несколько часов находился он в воздухе, ведя воздушную разведку. К концу полета на самолет напали 6 «мессершмиттов». Двух из них удалось подбить. Но и наш самолет был изрешечен. Пять вражеских пуль прошили Иванова. Командир корабля капитан А.С. Рудевич все-таки дотянул самолет до аэродрома и приземлился. Тяжело раненный, Георгий Васильевич нашел в себе силы доложить руководству Генштаба весьма ценные данные об обстановке на Западном фронте.
— С. М. Штеменко, сотрудник Оперативного управления Генерального штаба в 1941 г., из книги воспоминаний «Генеральный штаб в годы войны. В дни огорчений и побед»

## Награды
- Медаль «Золотая Звезда» Героя Советского Союза (6.04.1945);
- орден Жукова (Российская Федерация, 4.05.1995)[3];
- орден Почёта (Российская Федерация, 19.02.2001)[4];
- два ордена Ленина (21.02.1945, 6.04.1945);
- четыре ордена Красного Знамени (20.09.1943, 2.09.1944, 3.11.1944, ...);
- орден Суворова 2-й степени (10.01.1944);
- орден Кутузова 2-й степени (29.05.1945);
- орден Отечественной войны 1-й степени (11.03.1985);
- Медаль «За оборону Москвы»;
- Медаль «За взятие Берлина»
- Медаль «За освобождение Праги»
- другие медали;

иностранные награды
- Орден «Легион почёта» степени офицера (США)
- Военный крест 1939 года (Чехословакия)
- Орден «За воинскую доблесть» 3-й степени (Польша)
- Орден «Крест Грюнвальда» 3-й степени (Польша)
- Орден «За заслуги» III степени (Украина, 23.05.2001) — за значительный личный вклад в развитие ветеранского движения, многолетнюю плодотворную общественную деятельность[5]
- Орден «За заслуги перед Отечеством» в серебре (ГДР)
- Медаль «За Одру, Нису и Балтику» (Польша)
- Медаль «Победы и Свободы» (Польша)
- Почётный гражданин городов Мост, Хомутов и Писек (Чехия)
- Звание «Почётный шахтёр шахты „Марцель“» в польском городе Водзислав-Слёнски Катовицкого воеводства.